# Fullmetal Alchemist: The Sacred Star of Milos
Fullmetal Alchemist: The Sacred Star of Milos (jap. 鋼の錬金術師 嘆きの丘（ミロス）の聖なる星, Hagane no Renkinjutsushi: Milos no Sei-Naru Hoshi) ist ein Anime-Film aus dem Jahr 2011 und Ableger der Manga- und Animeserie Fullmetal Alchemist. Die Handlung ist nicht eingebettet in die der Serie. Der Film entstand bei Studio Bones und kam 2012 auch auf Deutsch heraus.

## Handlung
Die beiden jungen Brüder und Alchemisten Edward und Alphonse Elric werden vom Militär von Amestris beauftragt, den aus dem Militärgefängnis in Central City geflohenen Alchemisten Melvin Voyager zu fangen. Sie sind fasziniert von dessen Fähigkeiten und hoffen, dass er ihnen bei ihrer Suche nach dem Stein der Weisen nützlich sein kann. Sie folgen ihm nach Table City an der Grenze zwischen Amestris und Creta, wo sie bei ihrer Ankunft von Chimären angegriffen werden und ein Kampf zwischen Fledermaus-Soldaten und Amestriern ausbricht. Melvin entkommt und die Elric-Brüder folgen ihm zu einem Gefängnis. In diesem will Melvin die kurz zuvor gefangen genommene Julia Chrichton finden. Dort treffen die drei auf Miranda, die Anführerin der Fledermaus-Soldaten, die Julia befreien will. Es kommt zum Kampf zwischen Edward und Melvin, während Julia befreit wird und zusammen mit Alphonse in die Schlucht fällt, die Table City umgibt. Im Kampf offenbart Melvin, dass er in Wirklichkeit Julias Bruder Ashleigh ist, ehe Edward seinem Bruder in die Schlucht folgen kann.
Unten erfährt Edward von den hier in Armut lebenden Bewohnern, dass sie früher einmal die Bevölkerung von Milos waren. Doch als dieses von Creta und später Amestris erobert wurde, vertrieb man die Bewohner in die Schlucht und die Stadt oben wurde zu Table City. Bei den Fledermaus-Soldaten haben sich die gesammelt, die Milos und seine Bevölkerung befreien wollen. Doch werden sie vom Cretischen Kommandanten Herschel mit seinen Chimären bekämpft, ebenso wie vom amestrischen Militär. Miranda erzählt, dass sie sich für ihren Kampf Magma zu Nutze machen wollen, dass sie mit einem roten Stein herbeirufen, dem Stern von Milos. Die Elric-Brüder erkennen, dass es sich um einen Stein der Weisen handelt und erklären, dass dieser durch Menschenopfer hergestellt wurde. Doch die Milosianer wollen ihn trotzdem für ihre Ziele nutzen. Auch Ashleigh will ihnen und Julia helfen.
Die Brüder gehen daraufhin in Table City auf die Suche nach dem Stern, um ihn zu zerstören. Währenddessen greifen die Fledermaus-Soldaten die Stadt an. Doch am Ziel angekommen ermordet Ashleigh Miranda, um mit ihrem Opfer den Stern zu vollenden. Es zeigt sich, dass er nicht Julias Bruder ist, sondern Atlas, ein früherer Diener der Chrichtons. Er ermordete Julias Eltern und stahl ihres Bruders Gesicht, um sie zu täuschen. Die Brüder können sie retten, doch während dessen wurde von der cretischen Armee eine Lavawelle ausgelöst, die sich in die Schlucht ergießt. Um sie aufzuhalten, will Julia den gerade erst erzeugten Stein der Weisen opfern. Doch im Tal treffen sie auf Atlas, der noch immer den Stein haben will, sowie Kommandant Herschel. Dieser gibt sich als wahrer Ashleigh zu erkennen, der Atlas Tat nur durch einen eigenen Stein der Weisen überlebte. Er tötet Atlas als Rache für den Mord an seinen Eltern und lädt Julia ein, gemeinsam nach Creta zu gehen. Doch sie lehnt ab und kann ihn gemeinsam mit dem Elric-Brüdern besiegen. Sie gemeinsam halten die Lava auf. Schließlich heilt Julia ihren Bruder und gibt ihm sein altes Gesicht zurück, wodurch beide Steine der Weisen aufgebraucht werden.
Die Aufständischen von Milos können die Creter, die ohne ihren Kommandanten sind, besiegen und erklären ihre Unabhängigkeit. Julia kann in ihrem befreiten Land leben, während ihr Bruder nach Creta geht und die Elric-Brüder nach Amestris zurückkehren.

## Entstehung und Veröffentlichung
Der Film entstand bei Studio Bones unter der Regie von Kazuya Murata und nach einem Drehbuch von Yūichi Shinpo. Das Charakterdesign entwarf Kenichi Konishi, für das Mechanical Design war Shinji Aramaki verantwortlich und die künstlerische Leitung lag bei Kazuo Ogura und Tomoaki Okada. Die Animationsregie führte Kenichi Konishi.
Der Vertrieb lief über Shochiku, die den Film am 2. Juli 2011 in die japanischen Kinos brachten. Am gleichen Tag wurde er auf der japan Expo in Paris vorgeführt. Es folgten Vorführungen bei diversen internationalen Festivals sowie später Veröffentlichungen auf Kaufmedien. Eine deutsch synchronisierte Fassung erschien im September 2012 bei Animaze.

## Synchronisation
Die deutsche Synchronfassung entstand bei Soundcompany Audiopost.
| Rolle          | Japanische Sprecher (Seiyū) | Deutsche Sprecher |
| -------------- | --------------------------- | ----------------- |
| Edward Elric   | Romi Park                   | Klemens Fuhrmann  |
| Alphonse Elric | Rie Kugimiya                | Andi Krösing      |
| Melvin Voyager | Toshiyuki Morikawa          | Christoph Banken  |
| Julia Crichton | Maaya Sakamoto              | Jennifer Weiß     |

### Musik
Die Filmmusik wurde komponiert von Taro Iwashiro. Für den Vorspann verwendete man das Lied Chasing hearts von Miwa und der Abspann ist unterlegt mit
Good Luck My Way von L’Arc-en-Ciel.

## Rezeption
In Japan erreichte der Film Platz 4 der Kinocharts und spielte in den ersten vier Wochen knapp 6 Millionen US-Dollar ein. Beim Burbank International Film Festival wurde der Anime 2011 mit den Preisen für den besten Animations-Spielfilm und für die beste Regie bei einem Animationsfilm ausgezeichnet.
Die deutsche Synchronfassung sorgte laut Animania „für reichlich Aufregung in der […] Fangemeinde“, da andere Sprecher als in der Fernsehserie engagiert wurden und das Dialogbuch einige Stilblüten enthielt, beispielsweise untypische Aussprüche wie „Alter“, „Typ“ und „Freak“.